# Збройні сили США в Японії
Збройні сили США в Японії (англ. United States Forces Japan (USFJ); (яп. 在日米軍, гепберн: Zainichi Beigun) — військове об'єднання американських збройних сил, підпорядковане об'єднане командування Індійсько-Тихоокеанського командування США. Угруповання американських військ початково було активовано на авіабазі Футю в однойменному місті в Токіо 1 липня 1957 року на заміну Далекосхідного командування американських військ. Сучасна штаб-квартира USFJ розташована на авіабазі Йокота в Токіо, а очолює їх командувач збройними силами США в Японії, який одночасно є командувачем 5-ї повітряної армії.
Збройні сили США в Японії планують, керують і контролюють виконання місій і обов'язків, доручених Індійсько-тихоокеанським командуванням у зоні відповідальності на Японських островах; вони встановлюють і впроваджують політику для виконання завдань формуваннями збройних сил США у Японії та відповідають за розробку планів оборони країни. USFJ забезпечує умови виконання Договору про взаємне співробітництво та гарантії безпеки та у своїй діяльності керується Угодою про статус збройних сил між США та Японією. Також на це об'єднання покладаються завдання щодо координації різних питань, що становлять інтерес для обох сторін, з командуваннями відповідних видів сил оборони Японії.
Відповідно до Договору про взаємне співробітництво та безпеку між США та Японією, Сполучені Штати зобов'язані забезпечити Японії — у тісній співпраці з японськими силами самооборони — морську оборону, протиракетну оборону, внутрішній повітряний контроль, безпеку зв'язку, та допомогу у реагуванні на катастрофи.
Станом на травень 2022 року розміщення американського військового персоналу на військових об'єктах на острові Окінава залишається гостро суперечливим і контроверсійним питанням, причому питання щодо переміщення авіабази Корпусу морської піхоти Футенма часто перебуває в авангарді протестів проти військової присутності США на острові. Окінава займає лише 0,6 % території країни, але приблизно 62 % американських баз в Японії (тільки для використання ЗС США) знаходяться на Окінаві. Попри тому, що уряди Японії та США у 1996 році вперше досягли домовленості про перенесення авіабази Корпусу морської піхоти Футенма, прогрес у перенесенні бази зупинився через протести, а також екологічні проблеми, пов'язані з будівництвом, експлуатацією та переміщенням бази.

## Список військових баз, що перебувають під контролем ЗС США
| Назва           | Фото | Розташування (регіон)    | Належність                              | Роль                                                                                      |
| --------------- | ---- | ------------------------ | --------------------------------------- | ----------------------------------------------------------------------------------------- |
| Ацуґі           |      | Префектура Канаґава      | Міністерство військово-морських сил США | авіабаза                                                                                  |
| Івакуні         |      | Івакуні, Ямаґуті         | Міністерство військово-морських сил США | авіабаза                                                                                  |
| Йокосука        |      | Йокосука                 | Міністерство військово-морських сил США | військово-морська база                                                                    |
| Йокота          |      | Фусса                    | Міністерство Повітряних сил США         | військово-повітряна база                                                                  |
| Кадена          |      | Кадена, Окінава          | Міністерство Повітряних сил США         | військово-повітряна база                                                                  |
| Кемп-Гансен     |      | Кін, Окінава             | Міністерство військово-морських сил США | військова база у складі бази «Смедлі Батлер»                                              |
| Кемп-Гонсалвес  |      | Накіджін/Хіґаші, Окінава | Міністерство військово-морських сил США | навчально-тренувальний центр бойовим діям в умовах джунглів у складі бази «Смедлі Батлер» |
| Кемп-Зама       |      | Дзама/Саґаміхара         | Міністерство армії США                  | військова база                                                                            |
| Кемп-Кінсер     |      | Урасое, Окінава          | Міністерство військово-морських сил США | військова база у складі бази «Смедлі Батлер»                                              |
| Кемп-Кортні     |      | Урума, Окінава           | Міністерство військово-морських сил США | військова база у складі бази «Смедлі Батлер»                                              |
| Кемп-Макт'юріос |      | Урума, Окінава           | Міністерство військово-морських сил США | військова база у складі бази «Смедлі Батлер»                                              |
| Кемп-Фостер     |      | Ґінован, Окінава         | Міністерство військово-морських сил США | військова база у складі бази «Смедлі Батлер»                                              |
| Кемп-Фудзі      |      | Ґотемба, Сідзуока        | Міністерство військово-морських сил США | військова база у складі бази «Смедлі Батлер»                                              |
| Кемп-Шваб       |      | Наґо, Окінава            | Міністерство військово-морських сил США | військова база у складі бази «Смедлі Батлер»                                              |
| Місава          |      | Місава, Аоморі           | Міністерство Повітряних сил США         | військово-повітряна база                                                                  |
| Сасебо          |      | Сасебо                   | Міністерство військово-морських сил США | військово-морська база                                                                    |
| Смедлі Батлер   |      | Окінава                  | Міністерство військово-морських сил США | об'єднана військова база                                                                  |
| Торіі Стейшн    |      | Йомітан                  | Міністерство армії США                  | військова база                                                                            |
| Футенма         |      | Ґінован, Окінава         | Міністерство військово-морських сил США | авіабаза                                                                                  |